# DJ Snake
DJ Snake, właściwie William Grigahcine (ur. 13 czerwca 1986 w Paryżu) – francuski DJ i producent muzyczny pochodzenia algierskiego. Dwukrotnie nominowany do nagród Grammy. Jako producent muzyczny współpracował m.in. z Pitbullem i Lady Gagą.

## Kariera
W 2009 DJ Snake współpracował Pitbullem przy singlu „Shut It Down” z albumu Rebelution jako producent i autor tekstu utworu. Snake był również producentem i autorem tekstu utworów „Vida 23” (w 2011) z albumu Armando i „Shake Señora” (w 2012) z albumu Planet Pit Pitbulla.
W 2012 roku został nominowany do nagrody Grammy w kategorii album roku jako współproducent albumu Lady Gagi Born This Way. Odpowiadał on za produkcję utworu „Government Hooker”. Współpracował z Gagą jeszcze w 2013 roku przy trzech utworach z albumu Artpop; „Sexxx Dreams”, „Do What U Want” i „Applause”, przy których był współautorem tekstu.

### Własna kariera
W grudniu 2013 wraz z amerykańskim raperem i producentem muzycznym Lilem Jonem wydał przez wytwórnię Columbia Records singel „Turn Down for What”. Utwór okazał się dużym sukcesem; w USA pięciokrotnie pokrył się platyną, w Kanadzie trzykrotnie, w Australii dwukrotnie. Singel został nominowany do nagród Teen Choice Awards w kategorii najlepszy utwór R&B/Hip-Hop. Teledysk do utworu, który wyreżyserowany został przez duet o nazwie DANIELS w składzie Daniel Kwan i Daniel Scheinert został nagrodzony podczas Camerimage 2014 w kategorii Najlepszy wideoklip i podczas MTV Video Music Awards za Najlepszą reżyserię. Został nominowany jeszcze w trzech innych kategoriach podczas MTV VMA.
11 lutego 2014 roku ukazał się singel „Get Low” nagrany wraz z amerykańskim producentem muzycznym Dillonem Francisem. Utwór uzyskał statusu złotej płyty w Kanadzie. Utwór został wykorzystany w soundtrackach do gier Just Dance 2015 i Forza Horizon 2. W 2015 ukazał się remiks utworu z udziałem amerykańskiego duetu hip-hopowego Rae Sremmurd. W marcu nakładem wytwórni Spinnin’ Records wydany został utwór „Lunatic” we współpracy z francuskim producentem muzycznym, Mercerem.
Pod koniec 2014 roku DJ Snake wraz z brytyjskim duetem AlunaGeorge stworzył nowszą wersję utworu „You Know You Like It”. Piosenka swoją premierę miała 8 grudnia. Oryginalna wersja znajduje się na albumie AlunaGeorge Body Music, który premierę miał 26 lipca 2013 r.
2 marca 2015 Snake wraz amerykańsko-jamajskim projektem muzycznym Major Lazer i duńską wokalistką MØ wydał singel zatytułowany „Lean On”. Jest to pierwszy singel z albumu Peace Is the Mission Major Lazer, którego premierę zapowiedziano na 1 czerwca. Utwór osiągnął status platynowej płyty w Australii, Danii, Nowej Zelandii, Szwecji i Wielkiej Brytanii. W samym roku utwory „Get Low” i „Turn Down for What” pojawiły się na ścieżce dźwiękowej do filmu Szybcy i wściekli 7 (Furious 7: Original Motion Picture Soundtrack).
W październiku 2015 DJ Snake wydał singel Middle z gościnnym udziałem brytyjskiego wokalisty Bipolar Sunshine. W teledysku do utworu pojawił się m.in. Josh Hutcherson. Singel pokrył się platyną w Australii, Stanach Zjednoczonych i Nowej Zelandii. W czerwcu 2016 wydał kolejny singiel „Talk” z gościnnym udziałem George Maple. W lipcu tego samego roku zapowiedział wydanie swojego debiutanckiego albumu, zatytułowanego Encore.
5 sierpnia 2016, wraz z wydaniem Encore, DJ Snake wydał trzeci albumowy singiel „Let Me Love You” z gościnnym udziałem Justina Biebera. Na początku 2017 roku, wydał ostatni, czwarty singiel „The Half” z Jeremihem, Young Thugiem i Swizz Beatz.
W kwietniu 2018, Snake wydał kolejny singiel „Magenta Riddim” oraz potwierdził, że pracuje nad drugim albumem. 28 września 2018 DJ Snake wydał singiel „Taki Taki” z gościnnym udziałem Seleny Gomez, Ozuny oraz Cardi B.

### Pardon My French
DJ Snake jest założycielem i członkiem Pardon My French, supergrupy czterech francuskich DJ-ów: DJ Snake, Tchami, Malaa i Mercer.

### Premiere Classe
W marcu 2018 roku założył własną wytwórnię płytową o nazwie Premiere Classe. Do tej pory ukazało się tam 8 utworów:
- 4B x Teez – „Whistle”
- Aazar & Bellecour – „Da Vinci”
- Chace – „Never”
- Masayoshi Iimori – „Flow”
- SAYMYNAME – „Burn”
- Gammer – „Out with the Old” ft. Sam King
- Mercer – „Boss”
- Plastic Toy & DJ Snake – „Try Me”

## Dyskografia

### LP
- Encore (2016) – POL: platynowa płyta[26]
- Carte Blanche (2019) – POL: platynowa płyta[26]

### Single
| Rok                                                      | Singel                                                  | Pozycje na listach przebojów | Pozycje na listach przebojów | Pozycje na listach przebojów | Pozycje na listach przebojów | Pozycje na listach przebojów | Pozycje na listach przebojów | Pozycje na listach przebojów | Pozycje na listach przebojów | Pozycje na listach przebojów | Pozycje na listach przebojów | Certyfikat | Album                     |
| Rok                                                      | Singel                                                  | FRA                          | AUS                          | AUT                          | BEL (FL)                     | CAN                          | GER                          | NED                          | UK                           | US                           | US Dance                     | Certyfikat | Album                     |
| -------------------------------------------------------- | ------------------------------------------------------- | ---------------------------- | ---------------------------- | ---------------------------- | ---------------------------- | ---------------------------- | ---------------------------- | ---------------------------- | ---------------------------- | ---------------------------- | ---------------------------- | --- | ------------------------- |
| 2013                                                     | „Turn Down for What” (wspólnie z Lilem Jonem)           | 19                           | 13                           | 35                           | 41                           | 11                           | 31                           | 23                           | 23                           | 4                            | 1                            | - AUS: 2× platynowa płyta - UK: srebrna płyta - CAN: 3× platynowa płyta - SWE: platynowa płyta - USA: 5× platynowa płyta - NZL: złota płyta | Singel bez albumu         |
| 2014                                                     | „Get Low” (wspólnie z Dillonem Francisem)               | 93                           | 44                           | 55                           | –                            | –                            | 79                           | –                            | 88                           | –                            | –                            | - AUS: złota płyta - CAN: złota płyta - USA: platynowa płyta | Money Sucks, Friends Rule |
| 2014                                                     | „You Know You Like It” (wspólnie z AlunaGeorge)         | 171                          | –                            | –                            | –                            | –                            | –                            | –                            | –                            | 55                           | 3                            | - AUS: złota płyta - BEL: złota płyta - ITA: złota płyta - NZL: złota płyta - US: platynowa płyta | Singel bez albumu         |
| 2015                                                     | „Lean On” (wspólnie z Major Lazer, gościnnie MØ)        | 2                            | 1                            | 3                            | 2                            | 3                            | 4                            | 1                            | 2                            | 5                            | 1                            | - AUS: 4× platynowa płyta - AUT: platynowa płyta - BEL: 2× platynowa płyta - DEN: platynowa płyta - GER: 3× złota płyta - ITA: 5× platynowa płyta - NZL: 4× platynowa płyta - POL: platynowa płyta - SPA: 4× platynowa płyta - SWE: 6× platynowa płyta - UK: 2× platynowa płyta - US: 2× platynowa płyta | Peace Is the Mission      |
| 2015                                                     | „Middle” (gościnnie Bipolar Sunshine)                   | 12                           | 5                            | 48                           | 29                           | 20                           | 49                           | 41                           | 10                           | 20                           | 2                            | - AUS: 2× platynowa płyta - ITA: złota płyta - NZL 2× platynowa płyta - UK: srebrna płyta - USA: platynowa płyta - POL: złota płyta | Encore                    |
| 2016                                                     | „Talk” (gościnnie George Maple)                         | 39                           | 57                           | –                            | 57                           | –                            | –                            | –                            | 131                          | –                            | 13                           | | Encore                    |
| 2016                                                     | „Let Me Love You” (gościnnie Justin Bieber)             | 1                            | 2                            | 4                            | 6                            | 4                            | 1                            | 1                            | 2                            | 4                            | 2                            | - FR: diamentowa płyta - AUS: 4× złota płyta - BEL: platynowa płyta - GER: 2× złota płyta - CAN: platynowa płyta - UK: platynowa płyta - USA: 4× platynowa płyta - POL: diamentowa płyta | Encore                    |
| 2017                                                     | „The Half” (gościnnie Jeremih, Young Thug, Swizz Beatz) | 107                          | –                            | –                            | –                            | –                            | –                            | –                            | –                            | –                            | 20                           | | Encore                    |
| 2017                                                     | „A Different Way” (gościnnie Lauv)                      | 27                           | 59                           | –                            | 51                           | 78                           | –                            | 46                           | 85                           | –                            | 11                           | - FR: platynowa płyta - CAN: złota płyta | TBA                       |
| 2017                                                     | „Broken Summer” (gościnnie Max Frost)                   | 192                          | –                            | –                            | –                            | –                            | –                            | –                            | –                            | –                            | 34                           | | TBA                       |
| 2018                                                     | „Magenta Riddim”                                        | 12                           | –                            | –                            | –                            | –                            | –                            | –                            | –                            | –                            | 16                           | | TBA                       |
| 2018                                                     | „Gassed Up” (wspólnie z Jauz)                           | –                            | –                            | –                            | –                            | –                            | –                            | –                            | –                            | –                            | –                            | | The Wise and The Wicked   |
| 2018                                                     | „Public Enemy” (wspólnie z Yellow Claw)                 | –                            | –                            | –                            | –                            | –                            | –                            | –                            | –                            | –                            | –                            | | New Blood                 |
| 2018                                                     | „Let's Get Ill” (wspólnie z Mercer)                     | 132                          | –                            | –                            | –                            | –                            | –                            | –                            | –                            | –                            | 45                           | | TBA                       |
| 2018                                                     | „Maradona Riddim” (wspólnie z Niniolą)                  | –                            | –                            | –                            | –                            | –                            | –                            | –                            | –                            | –                            | –                            | | TBA                       |
| 2018                                                     | „Creep On Me” (wspólnie z GASHI i Frenchem Montaną)     | –                            | –                            | –                            | –                            | –                            | –                            | –                            | –                            | –                            | –                            | | Singel bez albumu         |
| 2018                                                     | „Taki Taki” (gościnnie Selena Gomez, Ozuna, Cardi B)    | 2                            | 24                           | 13                           | 18                           | 7                            | 8                            | 3                            | 15                           | 11                           | 2                            | - AUS: platynowa płyta - FR: złota płyta - BEL: złota płyta - UK: srebrna płyta - GER: 3× złota płyta - CAN: platynowa płyta - USA: 2× platynowa płyta - POL: 3× platynowa płyta | TBA                       |
| 2019                                                     | „Try Me” (wspólnie z Plastic Toy)                       | –                            | –                            | –                            | –                            | –                            | –                            | –                            | –                            | –                            | –                            | | Singel bez albumu         |
| 2019                                                     | „SouthSide” (wspólnie z Epticiem)                       | –                            | –                            | –                            | –                            | –                            | –                            | –                            | –                            | –                            | 40                           | | TBA                       |
| 2019                                                     | „Loco Contigo” (wspólnie z J Balvin, Tyga)              |                              |                              |                              |                              |                              |                              |                              |                              |                              |                              | - POL: 2× platynowa płyta | Carte Blanche             |
| „–” oznacza, że singel nie był notowany na danej liście. |                                                         |                              |                              |                              |                              |                              |                              |                              |                              |                              |                              | |                           |

### Współpraca muzyczna
| Rok  | Wykonawca | Album             | Utwór                                                | Autor tekstu | Producent |
| ---- | --------- | ----------------- | ---------------------------------------------------- | ------------ | --------- |
| 2009 | Big Ali   | Louder            | „Dancehall Queen” (gościnnie Beenie Man & One World) |              | T         |
| 2009 | Big Ali   | Louder            | „Drop” (gościnnie One World)                         |              | T         |
| 2009 | Pitbull   | Rebelution        | „Shut It Down” (gościnnie Akon)                      | T            | T         |
| 2010 | Pitbull   | Armando           | „Vida 23” (gościnnie Nayer)                          | T            | T         |
| 2011 | Pitbull   | Planet Pit        | „Shake Señora” (gościnnie T-Pain i Sean Paul)        | T            | T         |
| 2011 | Lady Gaga | Born This Way     | „Government Hooker”                                  |              | T         |
| 2013 | Lady Gaga | Artpop            | „Sexxx Dreams”                                       | T            |           |
| 2013 | Lady Gaga | Artpop            | „Do What U Want” (gościnnie R. Kelly)                | T            |           |
| 2013 | Lady Gaga | Artpop            | „Applause”                                           | T            |           |
| 2014 | Lady Gaga | Singel bez albumu | „Do What U Want” (gościnnie Christina Aguilera)      | T            |           |
| 2014 | Tchami    | Singel bez albumu | „Promesses” (gościnnie Kaleem Taylor)                | T            | T         |

### Remiksy
| Rok  | Oryginalny wykonawca      | Tytuł                                                         |
| ---- | ------------------------- | ------------------------------------------------------------- |
| 2013 | Stromae                   | „Humain à L’eau”                                              |
| 2013 | Zedd                      | „Stay the Night” (gościnnie Hayley Williams)                  |
| 2013 | Kanye West                | „New Slaves”                                                  |
| 2013 | AlunaGeorge               | „You Know You Like It”                                        |
| 2013 | Duck Sauce                | „It’s You”                                                    |
| 2013 | Junior Senior             | „Move Your Feet”                                              |
| 2013 | Major Lazer               | „Bubble Butt” (gościnnie Bruno Mars, 2 Chainz, Tyga i Mystic) |
| 2014 | Skrillex                  | „Dirty Vibe” (gościnnie Diplo, G-Dragon i CL)                 |
| 2014 | iLoveMakonnen             | „Tuesday” (gościnnie Drake)                                   |
| 2015 | Tchami                    | „After Life” (gościnnie Stacy Barthe)                         |
| 2015 | Calvin Harris & Disciples | „How Deep Is Your Love”                                       |

## Nagrody i nominacje

### Nagroda Grammy
| Rok  | Nominowane dzieło                             | Kategoria          | Rezultat  |
| ---- | --------------------------------------------- | ------------------ | --------- |
| 2012 | Born This Way (jako producent)                | Album roku         | Nominacja |
| 2015 | „Turn Down for What” (wspólnie z Lilem Jonem) | Najlepszy teledysk | Nominacja |

### MTV Video Music Awards
| Rok  | Nominowane dzieło                             | Kategoria                      | Rezultat  |
| ---- | --------------------------------------------- | ------------------------------ | --------- |
| 2014 | „Turn Down for What” (wspólnie z Lilem Jonem) | Najlepszy teledysk taneczny    | Nominacja |
| 2014 | „Turn Down for What” (wspólnie z Lilem Jonem) | Najlepsza reżyseria            | Wygrana   |
| 2014 | „Turn Down for What” (wspólnie z Lilem Jonem) | Najlepsze efekty specjalne     | Nominacja |
| 2014 | „Turn Down for What” (wspólnie z Lilem Jonem) | Najlepsza dyrekcja artystyczna | Nominacja |

### Teen Choice Awards
| Rok  | Nominowane dzieło                             | Kategoria                      | Rezultat  |
| ---- | --------------------------------------------- | ------------------------------ | --------- |
| 2014 | „Turn Down for What” (wspólnie z Lilem Jonem) | Najlepsza piosenka R&B/hip-hop | Nominacja |

### Camerimage
| Rok  | Nominowane dzieło                             | Kategoria           | Rezultat |
| ---- | --------------------------------------------- | ------------------- | -------- |
| 2014 | „Turn Down for What” (wspólnie z Lilem Jonem) | Najlepszy wideoklip | Wygrana  |

### Soul Train Music Awards
| Rok  | Nominowane dzieło                             | Kategoria                   | Rezultat  |
| ---- | --------------------------------------------- | --------------------------- | --------- |
| 2014 | „Turn Down for What” (wspólnie z Lilem Jonem) | Najlepsze wykonanie – dance | Nominacja |

### Billboard Music Awards
| Rok  | Nominowane dzieło                             | Kategoria                   | Rezultat |
| ---- | --------------------------------------------- | --------------------------- | -------- |
| 2015 | „Turn Down for What” (wspólnie z Lilem Jonem) | Najlepsza piosenka taneczna | Wygrana  |

### Teledyski
| Rok  | Tytuł                                                   | Reżyseria                  |
| ---- | ------------------------------------------------------- | -------------------------- |
| 2014 | „Turn Down For What” (wspólnie z Lilem Jonem)           | Daniels                    |
| 2014 | „Get Low” (wspólnie z Dillonem Francisem)               | Mister Whitmore            |
| 2014 | „You Know You Like It” (wspólnie z AlunaGeorge)         | Sammy Rawal                |
| 2015 | „Lean On” (wspólnie z Major Lazer gościnnie MØ)         | Tim Erem                   |
| 2016 | „Middle” (gościnnie Bipolar Sunshine)                   | Colin Tilley               |
| 2016 | „Talk” (gościnnie George Maple)                         | Emil Nava                  |
| 2016 | „Let Me Love You” (gościnnie Justin Bieber)             | James Lees                 |
| 2017 | „The Half” (gościnnie Jeremih, Young Thug, Swizz Beatz) | Director X                 |
| 2017 | „A Different Way” (gościnnie Lauv)                      | Colin Tilley               |
| 2018 | „Magenta Riddim”                                        | Vania Heymann, Gal Muggia  |
| 2018 | „Taki Taki” (gościnnie Selena Gomez, Ozuna, Cardi B)    | Paul Robertson, Thomas Hua |